# Halowe Mistrzostwa Świata w Lekkoatletyce 2018 – pchnięcie kulą mężczyzn
Pchnięcie kulą mężczyzn – jedna z konkurencji technicznych rozgrywanych podczas halowych lekkoatletycznych mistrzostw świata w Arena Birmingham w Birmingham.
Tytuł mistrzowski obronił Nowozelandczyk Tomas Walsh.

## Terminarz
| Data    | Godzina |       |
| ------- | ------- | ----- |
| 3 marca | 11:57   | Finał |

## Wyniki
| WR – rekord świata \| CR – rekord mistrzostw świata \| NR – rekord kraju \| AR – rekord kontynentu \| WL – najlepszy wynik na listach światowych w sezonie 2018 \| SB – najlepszy wynik w sezonie \| PB – rekord życiowy |

### Finał
Źródło: IAAF
| Kolejność | Zawodniczka           | Reprezentacja                      | #1    | #2    | #3    | #4    | #5    | #6    | Rezultat | Uwagi        |
| --------- | --------------------- | ---------------------------------- | ----- | ----- | ----- | ----- | ----- | ----- | -------- | ------------ |
| 01 !      | Tomas Walsh           | Nowa Zelandia                      | 22,13 | x     | 22,13 | x     | x     | 22,31 | 22,31    | CR · WL · AR |
| 02 !      | David Storl           | Niemcy                             | 21,14 | 21,15 | 21,08 | 21,44 | x     | 21,18 | 21,44    | SB           |
| 03 !      | Tomáš Staněk          | Czechy                             | 20,28 | 21,12 | x     | 21,44 | x     | 20,27 | 21,44    |              |
| 4.        | Darlan Romani         | Brazylia                           | 21,23 | x     | 21,09 | 20,97 | 21,04 | 21,37 | 21,37    | AR           |
| 5.        | Mesud Pezer           | Bośnia i Hercegowina               | 20,36 | 20,31 | 21,15 | 20,58 | 20,73 |       | 21,15    | NR           |
| 6.        | Darrell Hill          | Stany Zjednoczone                  | 21,06 | x     | 20,79 | x     | x     |       | 21,06    | PB           |
| 7.        | Ryan Whiting          | Stany Zjednoczone                  | 20,96 | x     | 20,28 | 20,45 | 21,03 |       | 21,03    | SB           |
| 8.        | Konrad Bukowiecki     | Polska                             | 18,35 | 20,99 | 20,15 | x     | x     |       | 20,99    |              |
| 9.        | Tim Nedow             | Kanada                             | 20,09 | 20,82 | 20,69 |       |       |       | 20,82    | =            |
| 10.       | Michał Haratyk        | Polska                             | 19,89 | 19,89 | 20,69 |       |       |       | 20,69    |              |
| 11.       | O’Dayne Richards      | Jamajka                            | 19,93 | 19,72 | 19,90 |       |       |       | 19,93    | PB           |
| 12.       | Tsanko Arnaudov       | Portugalia                         | x     | 19,93 | x     |       |       |       | 19,93    |              |
| 13.       | Maksim Afonin         | Autoryzowani lekkoatleci neutralni | 19,84 | x     | x     |       |       |       | 19,84    |              |
| 14.       | Chukwuebuka Enekwechi | Nigeria                            | 18,62 | 19,78 | x     |       |       |       | 19,78    |              |
| 15.       | Asmir Kolašinac       | Serbia                             | 19,29 | x     | 19,34 |       |       |       | 19,34    |              |
| 16.       | Damien Birkinhead     | Australia                          | 19,10 | 19,11 | x     |       |       |       | 19,11    |              |